# Hilding Rodhe
Hilding Gunnar Henrik Rodhe, född 20 juni 1896 på Ankarsrums bruk, Hallingebergs församling i Kalmar län, död 12 maj 1973 i Farsta församling i Stockholm, var en svensk ingenjör.
Efter avgångsexamen vid Chalmers tekniska institut anställdes Rodhe vid Carl Gustafs stads gevärsfaktori i Eskilstuna 1922, var lärare vid Eskilstuna tekniska skola 1923–1925, verkstadschef vid AB Alfred Wesströms Verktygsfabrik i Rotebro 1925–1930, försäljningsingenjör vid AB Landelius & Björklund i Stockholm 1931–1937, från 1937 verkställande direktör och styrelseledamot i AB V. Löwener i Stockholm (grundat 1898).
Rodhe var styrelseledamot i Sticklinge udde tomtägareförening 1943 och 1944 samt i Sveriges verktygsmaskinaffärers förening 1941–1944 och dess ordförande 1945. Han författade Förbränningsmotorer, deras verkningssätt, beräkning och konstruktion (1925).
Hilding Rodhe var son till ingenjören Magnus Rodhe och Hilda Friberg. Han är gravsatt i Gustav Vasa kyrkas kolumbarium i Stockholm.